# Parafia Podwyższenia Krzyża Świętego w Pomykowie
Parafia Podwyższenia Krzyża Świętego – rzymskokatolicka parafia w Pomykowie, należąca do dekanatu koneckiego w diecezji radomskiej.

## Historia
- Parafia pw Podwyższenia Krzyża Świętego została erygowana 18 grudnia 1994 przez bp. Edwarda Materskiego z wydzielonych wiosek parafii św. Anny w Końskich. Kościół zbudowany został w latach 1987–1994 staraniem ks. Czesława Bieńka, a poświęcił go 14 września 1992 bp. Edward Materski. Jest to budowla wzniesiona z czerwonej cegły.

## Proboszczowie
- 1994–2011 – ks. Zdzisław Ziętara
- 2011–2021 – ks. Marian Marszałek
- od 2021 – ks. Mariusz Turczyk

## Terytorium
- Do parafii należą: Czerwony Most, Górny Młyn, Koczwara, Piła, Pomyków, Szabelnia[1]